# Newington Butts

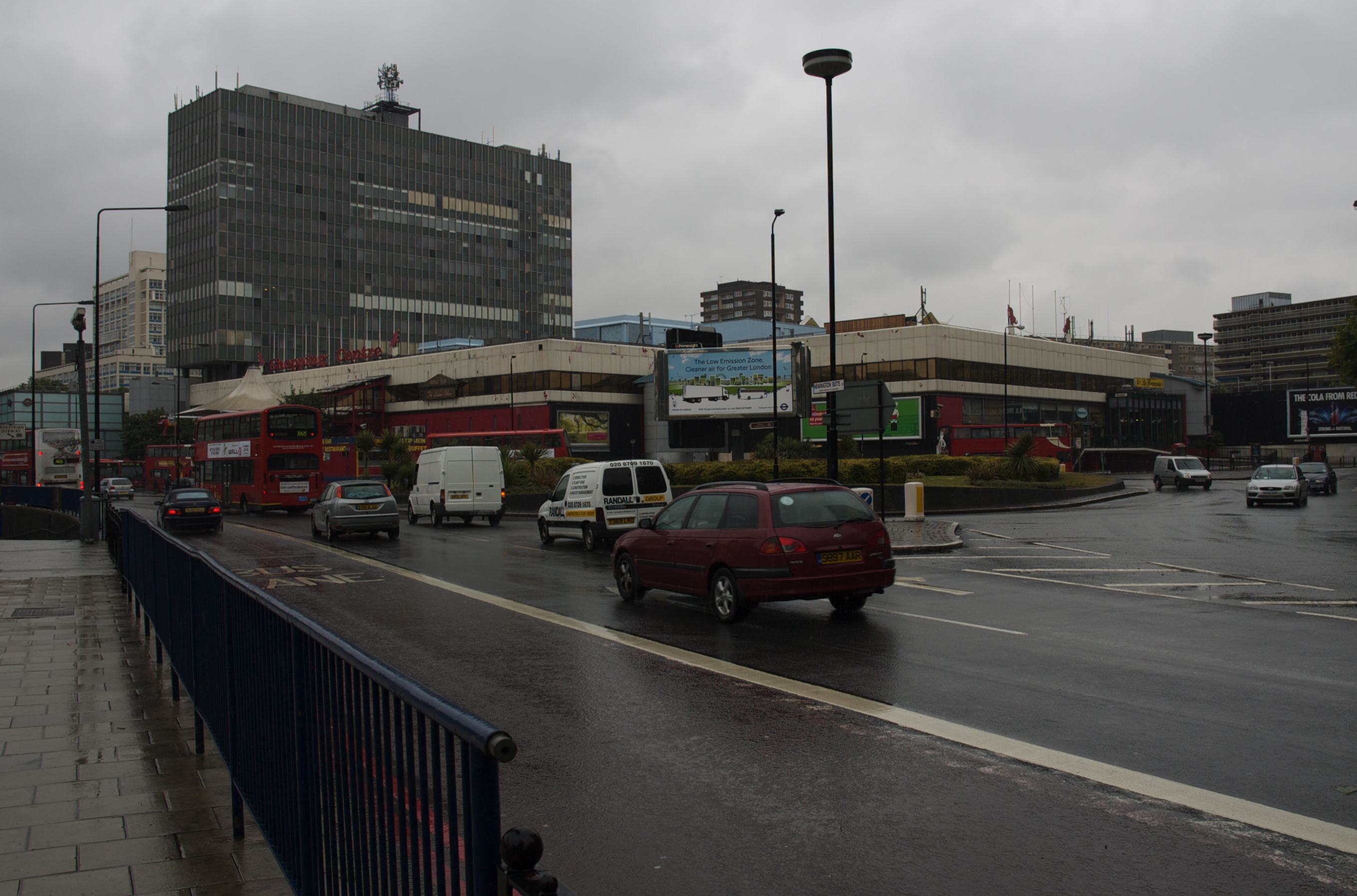
El extremo norte termina en una rotonda en la confluencia de Elephant and Castle, donde estaba el teatro isabelino.

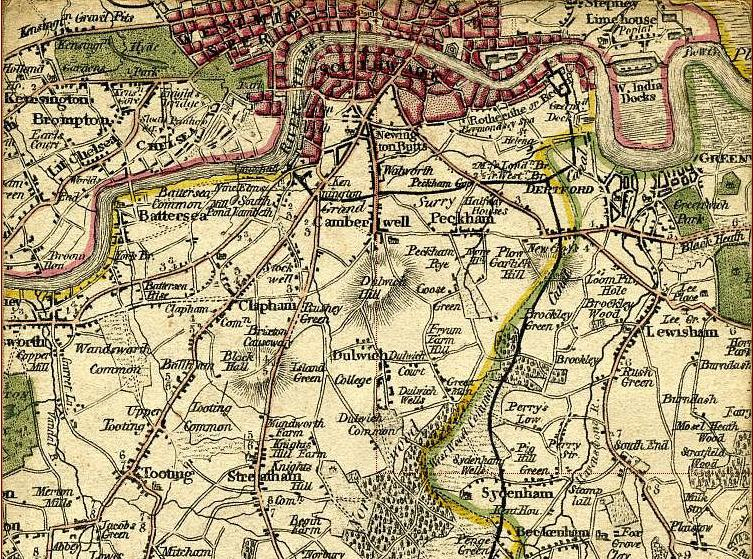
En 1800, Newington Butts era todavía parte de la Surrey rural.

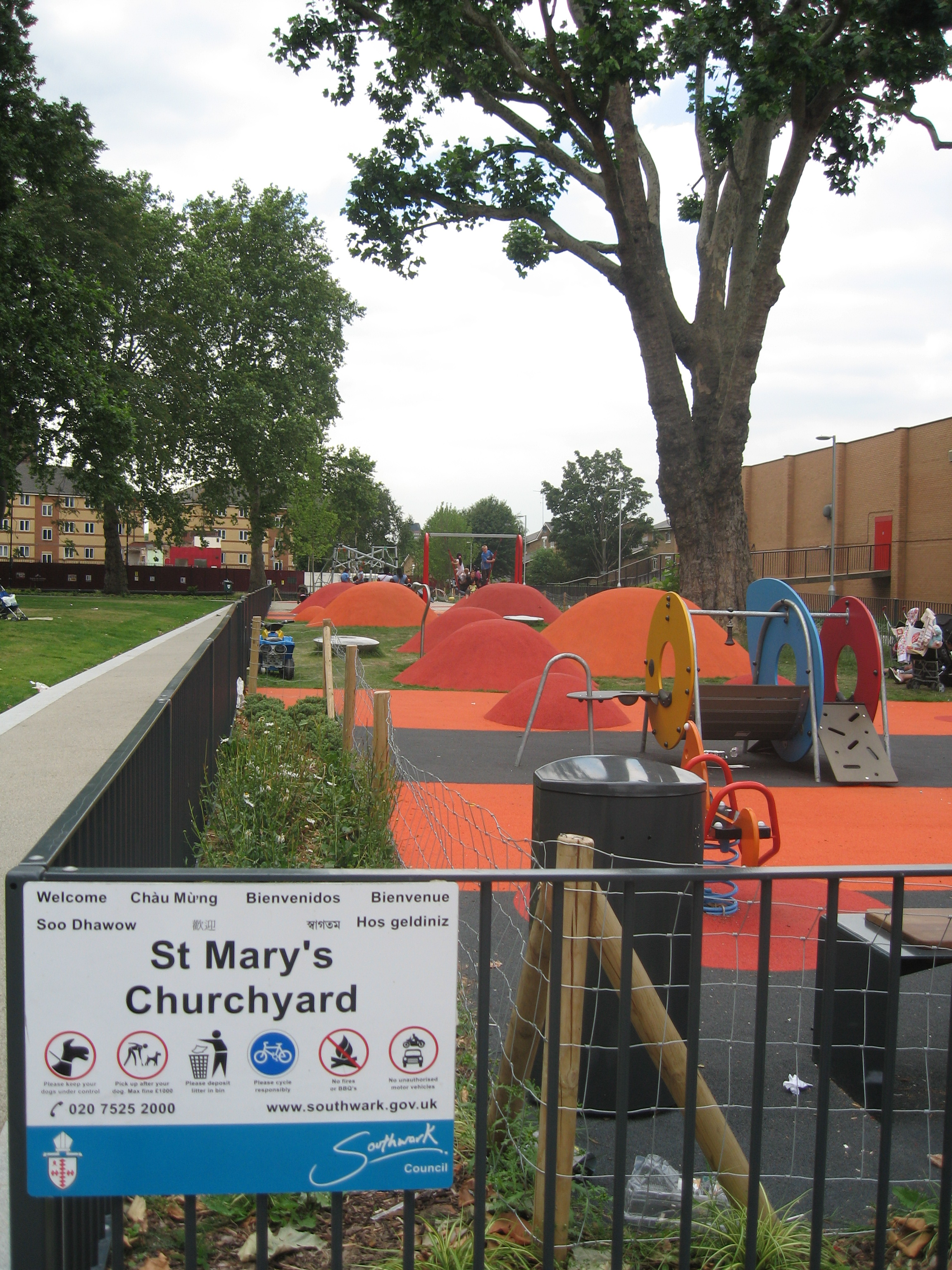
La zona infantil del patio de la iglesia de Saint Mary tiene montículos que puede considerarse como campos de tiro con arco.

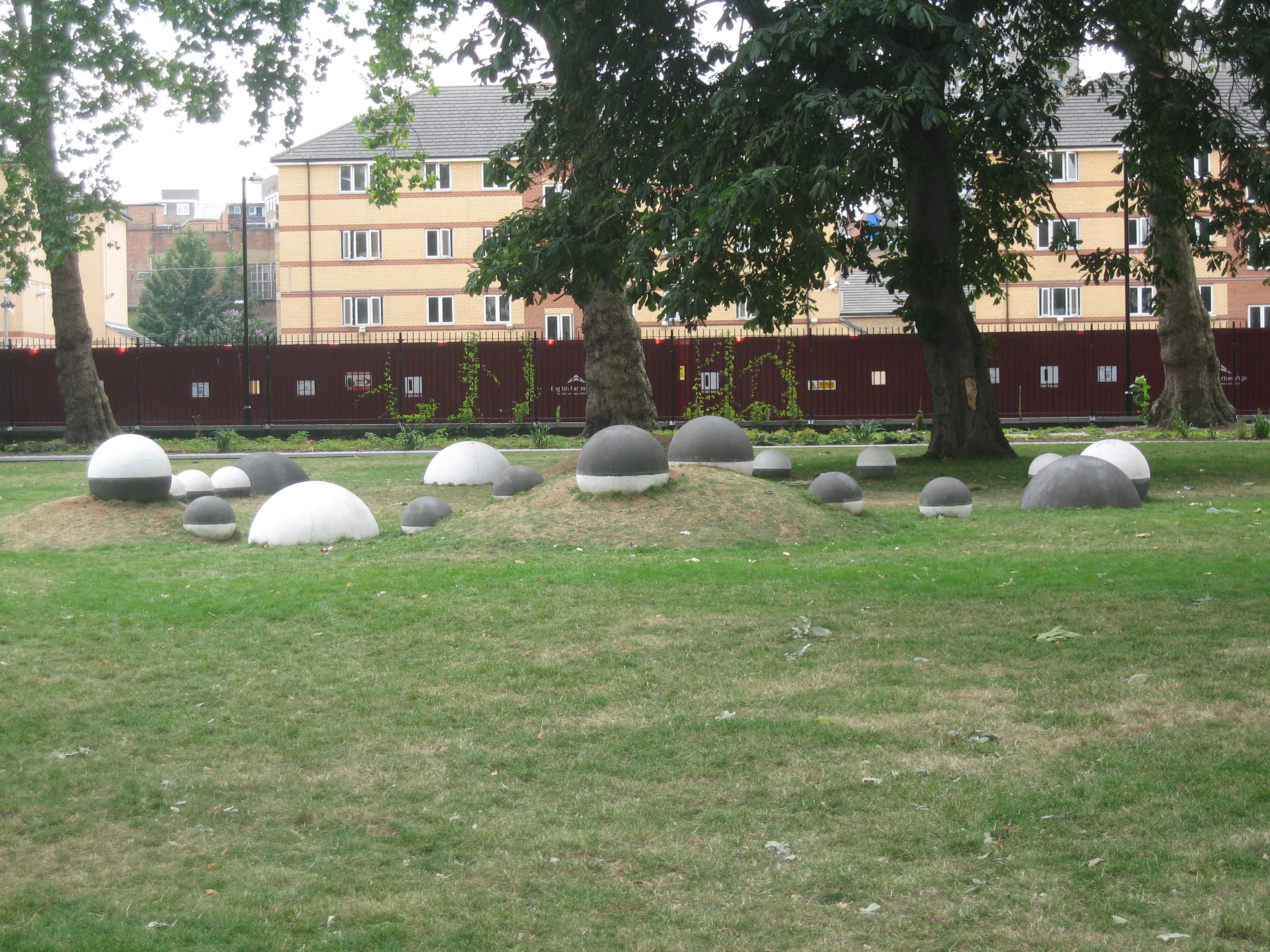
Más montículos en el campo del patio de la iglesia de Saint Mary.

Newington Butts era una aldea y ahora es una zona del municipio de Southwark de Londres que da su nombre al segmento de la carretera A3 que va al suroeste desde el cruce de Elephant and Castle. La carretera continúa como la carretera de Kennington Park dirigiéndose a Kennington; en una bifurcación a la derecha está la carretera Kennington Lane que conduce al puente de Vauxhall.
Se cree que toma su nombre de un campo de tiro con arco o campo de prácticas. La zona dio su nombre a un teatro isabelino que vio las primeras interpraciones que se grabaron de algunas de las obras de Shakespeare.

## Toponimia
La palabra del inglés medio "butt" hace alusión a una franja de tierra colindante que a menudo se asocia con los sistemas de campo medieval. El Survey of London de 1955 publicado por el Consejo del Condado de Londres no pudo hallar referencia histórica alguna de campos de tiro con arco en Newington, a pesar de que la conexión se menciona en otra parte (por ejemplo en 1792)). Alternativamente, el nombre podría haber derivado del triángulo formado entre las carreteras ya que la palabra butts se usa en otras partes de Surrey para referirse a excentricidades o lindes de tierra.

## Historia
Newington fue una aldea rural que creció en Walworth Road en el cruce con Portsmouth Road, a más de un kilómetro y medio del Puente de Londres aproximadamente. Al estar fuera de la jurisdicción de la City de Londres, esta se convirtió en el hogar para actividades tales como actuaciones de teatro que fueron prohibidas cerca de Londres durante las épocas de más calor por miedo a que se propagaran las infecciones.
En los siglos XVII y XVIII, el triángulo de tierra entre las carreteras fue conocido como los Tres Halcones y fue poseída por el señorío de Walworth. En 1791, el destacado científico Michael Faraday nació en Newington Butts. En 1802, Thomas Hardwick informó de que la propiedad del señorío se componía de un pequeño número de corralones en malas condiciones.
En la primavera del 2008, el patio de la iglesia de Saint Mary, aquel espacio abierto y verde en el extremo norte de Newington Butts, cambió de imagen. La inmensa zona de hierba la ocupa ahora un espacio de recreación. Desperdigados por el parque infantil y en otras partes en la hierba, ciertos montículos están revestidos de goma (segura para los niños) que fueron diseñados para añadir interés y relieve a la zona construida. Estos montículos podrían recordar a un campo de tiro con arco, sin embargo, esto ha sido negado rotundamente por el Equipo de Regeneración de Elephant and Castle.
En la jerga rimada Cockney, 'Newington Butts' significa guts, en español: agallas.

## Teatro
El teatro de Newington Butts fue uno de los primeros del teatro isabelinos, probablemente anterior incluso al The Theatre del 1576 y al Curtain Theatre, los cuales son considerados como los primeros teatros en Londres.